# 妙楽寺 (鴻巣市)
妙楽寺（みょうらくじ）は、埼玉県鴻巣市にある真言宗智山派の寺院。

## 歴史
1405年（応永12年）、恵範禅師によって開山された。恵範は相模国鎌倉郡鎌倉（現・神奈川県鎌倉市）の明月院の出身で、追善供養のために当地を訪れ、寺を創建した。開山の所属宗派からも分かるように、当初は臨済宗の寺であり、山号は「大工山」であった。
その後、寺運衰微したが、安土桃山時代に山城国京都（現・京都府京都市東山区）の智積院の第3世化主（住職）日誉によって真言宗に転宗し「愛宕山地蔵院妙楽寺」として再出発した。

## 交通アクセス
- 路線バス馬室停留所より徒歩25分。